# Ľubá
Ľubá é um município da Eslováquia, situado no distrito de Nové Zámky, na região de Nitra. Tem 9,4 km² de área e sua população em 2018 foi estimada em 403 habitantes.

## Demografia
| Ano:        | 1994 | 2004  | 2014   | 2024   |
| ----------- | ---- | ----- | ------ | ------ |
| Broj ljudi: | 440  | 451   | 435    | 407    |
| Razlika:    |      | +2,5% | -3,54% | -6,43% |

| Ano:               | 2023 | 2024   |
| ------------------ | ---- | ------ |
| Número de pessoas: | 405  | 407    |
| Diferença:         |      | +0,49% |